# Jørn Sørensen (politiker)
 Der er flere personer med dette navn, se Jørn Sørensen.
Jørn Sørensen (født 26. juli 1942) er en dansk politiker, der var borgmester i Holbæk Kommune, valgt for Det Radikale Venstre.
Sørensen, der er uddannet folkeskolelærer, blev borgmester i 1993 og var fra 2005 til 2009 den eneste radikale borgmester i landet. Mistede ved kommunalvalget 2005 en femtedel af sine personlige stemmer bl.a. på grund af en række uheldige sager. Han genopstillede ikke ved kommunalvalget i 2009, hvor det ikke lykkedes partiet at fastholde borgmesterposten.

## Ekstern henvisning
- Holbæk Radikale Venstre Arkiveret 11. juni 2013 hos  Wayback Machine

|  | Artiklen om politikeren Jørn Sørensen (politiker) kan blive bedre, hvis der indsættes et (bedre) billede. Du kan hjælpe ved at afsøge Wikimedia Commons for et passende billede eller uploade et godt billede til Wikimedia Commons iht. de tilladte licenser og indsætte det i artiklen. |